# Artem Dolgopyat
Pour les articles homonymes, voir Dolgopyat.
Artem Dolgopyat (né le 16 juin 1997 à Dnipropetrovsk en Ukraine) est un gymnaste israélien.

## Biographie
Initié par son père, il commence la gymnastique à l'âge de six ans à Dnipro, en Ukraine. Agé de 12 ans, sa famille immigre en Israël en 2009, où il rejoint l'équipe de gymnastique du Maccabi Tel Aviv où il a été entraîné par l'entraîneur israélien Sergey Vaisburg. Ne parlant que russe, il abandonne ses études secondaires en raison de difficultés linguistiques.

### Carrière sportive
Il est médaillé d'argent au sol lors des championnats du monde 2017, aux Championnats d'Europe 2018, aux championnats d'Europe 2019 et aux championnats du monde 2019.
Aux championnats d'Europe 2020, il est médaillé d'or au sol et médaillé de bronze au saut de cheval.
Lors de la finale de sol aux Jeux olympiques d'été de 2020, il décroche l'or olympique.
Il est médaillé d'or au sol aux championnats d'Europe 2022 puis médaillé d'argent sur cet agrès aux championnats d'Europe 2023.
Il est médaillé d'argent aux championnats du monde en 2017 et 2019 puis médaillé d'or au championnat du monde en 2023. Sa victoire est assombrie par l'attaque massive du Hamas du 7 octobre 2023 ; il déclare : « C’est probablement le jour le plus heureux pour moi et pour mon pays, mais ce n’est pas vraiment le cas » en brandissant un drapeau israélien à bandes noires. En décembre 2023, en solidarité aux communautés israéliennes du sud, il met aux enchères sa médaille d'or. L'intégralité des recettes est versée au fonds Shoresh dédié aux victimes du 7 octobre.
Lors des Jeux olympiques d'été en 2024 à Paris, il remporte la médaille d'argent au sol juste derrière le philippin Carlos Yulo.

## Palmarès sportif

### Jeux olympiques
- Jeux olympiques 2024 à Paris ( France)
  -  Médaille d'argent au sol

- Jeux olympiques 2020 à Tokyo (  Japon)
  -  Médaille d'or au sol

### Championnats du monde
- Championnat du monde 2017 à Montréal ( Canada)
  -  Médaille d'argent au sol
- Championnat du monde 2019 à Stuttgart ( Allemagne)
  -  Médaille d'argent au sol
- Championnat du monde 2023 à Anvers ( Belgique)
  -  Médaille d'or au sol